# 김결의
김결의(1994년 1월 3일~)는 전 KBO 리그 삼성 라이온즈의 포수이다. 개명 전 이름은 김융이다.

## 삼성 라이온즈시절
2차 9라운드 90순위로 입단하였다.

## 경력
- 2015년 제28회 광주 하계유니버시아드대회 야구 국가대표